# 阿姆哈·塞拉西
阿姆哈·塞拉西（Amha Selassie；1916年7月27日—1997年1月17日），原名阿斯法乌·沃森·塔法里，出生于埃塞俄比亚帝国哈勒爾州。他的父親是海爾·塞拉西一世，所以被稱為皇儲。在一次未遂政變中被稱為皇帝。但他表示是被迫接受。他的父親被罷免后，德尔格再次宣布他為埃塞俄比亚国王（而不是皇帝）。他從未承認这一头衔。直到1989年4月，他终于正式使用了阿姆哈·塞拉西一世的帝号。

## 短暂统治
所谓的“阿姆哈·塞拉西短暂统治”仅指1974年9月12日其父被废黜到1975年3月君主制被废除之间的名义上的统治时期。阿马·塞拉西在政变发生时正在国外接受治疗，此后终其一生都未曾回国。
阿姆哈·塞拉西从未签署过任何退位书或放弃过皇帝的身份。军政府宣布皇储为“国王”而非“皇帝”，但他从未承认这一头衔，也从未接受其父被废黜的事实。当新政府因61名前帝国政府官员被德尔格军政府处决事件处决了61名前帝国政府官员时，他在BBC上发表了强烈的谴责声明。声明是以“阿什法·沃森皇储（他作为皇储的头衔）”的名义发布的，这表明他不承认德尔格军政府宣布他代替父亲成为君主。他在流亡期间继续使用皇储的头衔，直到1989年4月，他终于正式使用了阿姆哈·塞拉西一世的帝号。他的继位日期可追溯至1975年8月27日其父去世之时，而非1974年9月12日其父被废黜之时。他重申了德尔格政权的所有行为都是非法的。